# Finsterhennen
Finsterhennen (em francês: Grasse Poule) é uma comuna da Suíça, situada no distrito administrativo de Seeland, no cantão de Berna. Tem 3,6 km² de área e sua população em 2018 foi estimada em 570 habitantes.